# ジョヴァンニ・アントニオ・アマデーオ

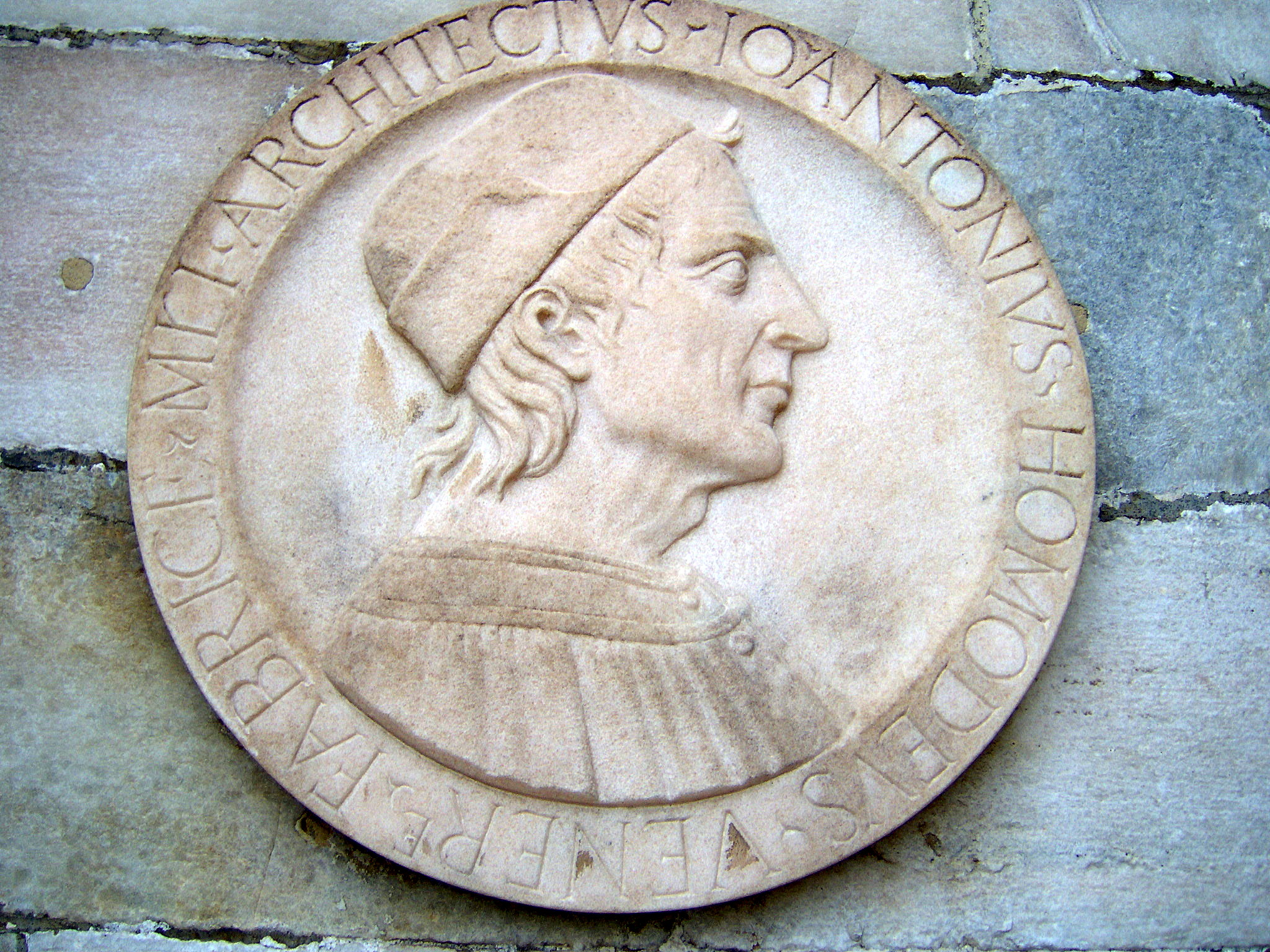
ジョヴァンニ・アントニオ・アマデーオ

ジョヴァンニ・アントニオ・アマデーオ（Giovanni Antonio Amadeo, 1447年 - 1522年8月27日、又は28日）は、ルネサンス初期のイタリアの彫刻家・建築家である。ゴシックの伝統を捨てることはなかった彫刻家であり、建築家。

## 経歴
パヴィアで生まれ、1466年までそこで働いた。その後ミラノに赴き、ミケロッツォ・ディ・バルトロメオの設計したポルティナリ礼拝堂の建設に携わることでルネサンスの様式に触れる。しかし、1487年以降はミラノ大聖堂の建設に参加し、ゴシック様式に留まり続けた。